# Чернышёва-Безобразова, Ксения Сергеевна
Графиня Ксе́ния Серге́евна Чернышёва-Безобра́зова (англ. Xenia Czernichev-Besobrasov; 11 июня 1929, Иль-де-Франс — 20 сентября 1968, там же) — первая супруга Рудольфа фон Габсбург-Лотарингского, сына последнего императора Австрии Карла I.

## Биография

### Ранняя жизнь и семья
Ксения Сергеевна была младшей дочерью графа Сергея Александровича Чернышёва-Безобразова (1894—1972) и его жены графини Елизаветы Дмитриевны Шереметевой. Отец Ксении, граф Сергей, был царским придворным; его отцу был дарован графский титул в 1908 году, поскольку он был зятем последнего графа Чернышёва-Кругликова. Граф Сергей бежал из России после революции и поселился в США вместе со своей женой Елизаветой, сыном Александром и двумя дочерьми, Ириной и Ксенией. В 1949 году его старшая дочь Ирина вышла замуж за князя Теймураза Багратион-Мухранского, сына княжны императорской крови Татьяны Константиновны; детей в браке не было.
Ксения окончила школу мисс Холл в Питтсфилде, штат Массачусетс. Затем она два года училась в колледже Смита, но не получила диплом. Во время помолвки она работала в Air France и жила в Нью-Йорке.

### Брак
О помолвке эрцгерцога Рудольфа и графини Ксении Чернышёвой-Безобразовой было объявлено 30 апреля 1953 года. Свадьба состоялась 23 июня 1953 года в римско-католической церкви в Нью-Йорке, где Рудольф и его мать, вдовствующая императрица Цита, жили в «большом поместье». Свадьбу, проведённую епископом Фултоном Дж. Шином, посетили более 100 гостей, в том числе вдовствующая императрица Цита. В сообщениях прессы утверждалось, что это был первый императорский брак, зарегистрированный в США, но на самом деле первый такой брак был между младшим братом Наполеона Жеромом Бонапартом и американской наследницей Элизабет Патерсон.
Со стороны невесты в числе гостей были русская княгиня Вера (тётя князя Теймураза, мужа сестры Ксении), дальний двоюродный брат граф Илларион Воронцов-Дашков и брат невесты, Александр Чернышёв-Безобразов с супругой.
Графиня Ксения Чернышёва-Безобразова была одной из первых некоролевских невест, вступивших в брак с членом бывшего императорского дома Австрии, который был принят как равный брак, несмотря на относительную безвестность её семьи отца в Европе и относительно недавнее получение титула. Внутренние законы Габсбургского дома были изменены бывшим наследным принцем Австрии Отто в 1953 году, чтобы позволить эрцгерцогам вступать в брак с представительницами  правящих и ранее царствующих домов.
Она была второй русской православной королевской невестой, ставшей герцогиней Австрии, первой из которых была великая княгиня Александра Павловна, первая жена эрцгерцога Иосифа Австрийского, палатина Венгрии.

### Дети
Эрцгерцог Рудольф работал в частной банковской фирме в Нью-Йорке. Рудольф и Ксения Сергеевна планировали обосноваться в Нью-Йорке, однако их дети родились в разных странах, в основном в Бельгийском Конго. У Ксении Сергеевны и Рудольфа было четверо детей, трое из которых достигли взрослого возраста и обзавелись семьями:
- Мария Анна (род. 1954) — вышла замуж за князя Петра Голицына (род. 1955), имеют шестеро детей
- Карл Петер (род. 1955) — женился на княжне Александре фон Вреде (род. 1970), двое детей
- Симеон (род. 1958) — женился на принцессе Марии Бурбон-Сицилийской (род. 1967), пятеро детей
- Иоган Карл (1962—1975), погиб в результате несчастного случая на велосипеде[4]

### Смерть
Ксения Сергеевна погибла 20 сентября 1968 года, когда машина, в которой находилась она с мужем, столкнулась с грузовиком. Её супруг был серьёзно ранен. Она была похоронена на территории замка Белёй в Бельгии.
Вдовец Ксении, эрцгерцог Рудольф женился на принцессе Анне Габриэле фон Вреде в 1971 году, от которой у него была одна дочь.

## Титулы и стили
- 11 июня 1929 — 23 июня 1953: графиня Ксения Чернышёва-Безобразова
- 23 июня 1953 — 20 сентября 1968: Её Императорское и Королевское Высочество эрцгерцогиня Ксения, эрцгерцогиня Рудольф Австрийский, графиня Чернышёва-Безобразова

## Награды
- Дом Габсбургов: Дама Благороднейшего ордена Звёздного креста 2-го класса